# George Gulack
George Julius Gulack (ur. 12 maja 1905 w Rydze, zm. 27 lipca 1987 w Boca Raton) – amerykański gimnastyk, medalista Olimpijski z Los Angeles.